# 5147 Maruyama
5147 Maruyama (1992 BQ) là một tiểu hành tinh vành đai chính được phát hiện ngày 28 tháng 1 năm 1992 bởi Seiji Ueda và Hiroshi Kaneda ở Kushiro.